# Intolerancia a los alimentos
La intolerancia a los alimentos es una reacción adversa provocada por el consumo de ciertos alimentos. Puede deberse a deficiencia de determinadas enzimas digestivas (como la intolerancia a la lactosa), a mecanismos farmacológicos (sustancias presentes en el alimento o liberadas por él que poseen acción farmacológica potencial, como la histamina, la tiramina, la putrescina o la cadaverina) o a mecanismos de causa desconocida.
La intolerancia a los alimentos se distingue de la alergia a alimentos en que esta última provoca una respuesta del sistema inmunitario y la intolerancia no.
Asimismo, es importante la distinción con la enfermedad celíaca que, si bien tiene como base una intolerancia permanente al gluten y fue considerada tradicionalmente como un trastorno únicamente digestivo, actualmente se conoce que se trata de una enfermedad sistémica autoinmune.

 En personas con predisposición genética,
 el gluten causa una respuesta inmunitaria anormal que puede dar lugar a la producción de diferentes autoanticuerpos que atacan y dañan diversos órganos y sistemas. Especialmente en niños mayores de dos años y adultos, los síntomas digestivos son leves, intermitentes o ausentes, y predominan síntomas no digestivos que pueden ser muy variados y diversos, por lo que actualmente aproximademante el 83% de celíacos permanece sin reconocer ni diagnosticar.

## Tipos
Se calcula en más de un 30% la población adulta que padece algún tipo de reacción adversa a alimentos, mayormente en forma de intolerancia, en otros casos en forma de alergia (un 1-3% de la población). Entre las intolerancias, las más frecuentes son a la lactosa y al gluten, pero existen otras muchas. 
El siguiente es un listado de intolerancias reconocidas, empezando por las más frecuentesː
- Intolerancia a la lactosa[13]
- Sensibilidad al gluten no celíaca
- Sensibilidad a los FODMAP (síndrome del intestino irritable)
- Intolerancia a la fructosa
- Intolerancia a las proteínas de la leche de vaca
- Intolerancia a la histamina[14]
- Intolerancia al salicilato[15]
- Intolerancia a la sacarosa
- Intolerancia a la trehalosa
- Intolerancia a la galactosa
- Intolerancia a la glucosa
- Malabsorción
- Intolerancia a productos con sulfito
- Intolerancia a la tartrazina

- Intolerancia a la cebolla[16]

Junto a todas estas intolerancias, para completar el cuadro de reacciones adversas a los alimentos se deben observar también los alimentos que pueden producir alergia.